# Annegret Kroniger
Annegret »Anne« Kroniger (poročena Boller in Wolf), nemška atletinja, * 24. september 1952, Bochum, Zahodna Nemčija.
Nastopila je na poletnih olimpijskih igrah v letih 1972 in 1976, ko je osvojila naslov olimpijske podprvakinje v štafeti 4x100 m, leta 1972 je bila peta v teku na 200 m. Na evropskih prvenstvih je osvojila srebrno medaljo v štafeti 4x100 m leta 1974, na evropskih dvoranskih prvenstvih pa naslov prvakinje v štafeti 4x180 m in dve srebrni medalji v štafeti 4x200 m.